# Pirogeografía
La pirogeografía es el estudio de la distribución pasada, presente y prevista de los incendios forestales. Los incendios forestales ocurren en determinadas condiciones de clima, vegetación, topografía y fuentes de ignición, de modo que tienen su propia biogeografía o patrón en el espacio y el tiempo. La pirogeografía surgió en las décadas de 1990 y 2000 como una combinación de biogeografía y ecología del fuego, facilitada por la disponibilidad de conjuntos de datos a escala global sobre la ocurrencia de incendios, la cobertura vegetal y el clima. La pirogeografía también se ha situado en la coyuntura de la biología, el entorno geofísico y la sociedad y las influencias culturales sobre el fuego.
La pirogeografía utiliza un marco de conceptos de nicho ecológico para evaluar los controles ambientales del fuego. Al examinar cómo interactúan los factores ambientales para facilitar la actividad del fuego, los pirogeógrafos pueden predecir el comportamiento esperado del fuego bajo nuevas condiciones. La investigación pirogeográfica contribuye e informa la política de gestión de la tierra en varias regiones del mundo.

## Conceptos

### Marco de la pirogeografía
Según el marco utilizado en la pirogeografía, existen tres categorías básicas que controlan los regímenes de incendios en todo el mundo: los recursos consumibles, las igniciones y las condiciones atmosféricas. Cada uno de los tres factores varía en el espacio y el tiempo, provocando y creando diferentes tipos de régimen de incendios. El fuego es el resultado de la intersección de estos tres componentes.
- Recursos consumibles: este término se refiere a la vegetación consumida como fuente de combustible en incendios forestales. El tipo de vegetación puede variar en cuanto a productividad, estructura e inflamabilidad, y esa variabilidad conducirá a diferentes tipos de comportamiento o intensidad del fuego.
- Igniciones: el fuego se controla en parte por la disponibilidad de una fuente de ignición. Hay dos fuentes principales de ignición del fuego: la natural y la antropogénica. La importancia de estas dos fuentes varía según la región.
  - Ignición natural: la forma principal de ignición natural son los rayos, aunque algunos incendios pueden comenzar por otras fuentes de ignición (como la actividad volcánica).[2]
  - Ignición antropogénica: los seres humanos provocan incendios tanto de forma intencionada como no intencionada.
- Condiciones atmosféricas: las condiciones meteorológicas pueden determinar si una zona es propicia para incendios: el clima cálido, seco y / o ventoso puede aumentar la probabilidad de incendios, mientras que las condiciones húmedas y frías pueden disminuir la probabilidad de que se produzca.

Al examinar y cuantificar este marco a través del tiempo y el espacio, los pirogeógrafos pueden examinar la diferencia entre los regímenes de incendios en diferentes regiones o períodos de tiempo.

### Variables de fuego
Para que se produzca un incendio deben cumplirse varias variables, todas ellas influidas por factores tanto naturales como humanos. Debido a las características espaciales y temporales de cada variable, el comportamiento global de los incendios es un sistema complejo y fluido de modelar y no puede predecirse únicamente por el clima o la vegetación.

#### Velocidad del viento
La velocidad del viento es la fuerza motriz de la velocidad de propagación, es decir, la rapidez con la que un incendio se desplaza por el paisaje. Está influenciada por la estación del año, el clima, la topografía y la cobertura terrestre de un lugar. La velocidad del viento se ve afectada por la actividad humana a través del cambio climático antropogénico y el cambio de uso del suelo.

#### Continuidad del combustible
La continuidad del combustible es la distribución de las partículas de combustible en un lecho de combustible y afecta la capacidad del fuego para mantener la combustión y propagarse. Está influenciada por el tipo de terreno, la presencia de masas de agua, la estacionalidad y el tipo/edad de la vegetación. Las influencias humanas en la continuidad incluyen interrupciones artificiales del combustible (carreteras, tácticas de extinción de incendios), la fragmentación del hábitat, el desplazamiento de las especies y los métodos de gestión de la tierra (quema de parches, «tala y quema», etc.).

#### Cargas de combustible
La carga de combustible es la cantidad de combustible disponible por unidad de superficie. También puede definirse como la cantidad de energía calorífica generada por unidad de superficie tras la combustión. Las influencias naturales incluyen el tipo de vegetación/cobertura, la presencia de perturbaciones naturales (como brotes de insectos, daños por viento), la herbivoría, la fertilidad del suelo y la estacionalidad. Las influencias humanas pueden incluir el pastoreo, la tala, las tácticas de supresión, los tratamientos de combustible (medidas preventivas) y el cambio en el uso del suelo, como la deforestación y el desarrollo agrícola.

#### Humedad del combustible
La humedad del combustible es la medida de la cantidad de agua que contienen los combustibles y se expresa como un porcentaje del peso seco de ese combustible. La humedad del combustible se ve afectada por la actividad del viento, la estación del año, las precipitaciones previas, la humedad relativa, la temperatura del aire y la humedad del suelo. Las influencias humanas incluyen el cambio climático antropogénico y la actividad de gestión de la tierra (tala, pastoreo, quema).

#### Igniciones
Las igniciones pueden ser naturales o antropogénicas. Las igniciones naturales generalmente se limitan a la caída de rayos, pero se han observado vulcanismo y otras fuentes. Los incendios provocados por el hombre pueden ser intencionales (incendio provocado, métodos de gestión de combustible) o no intencionales. Los factores naturales que afectan a las igniciones son los rayos. los volcanes y la estacionalidad. Las influencia humana incluye el tamaño de la población, la gestión de la tierra, las redes de carreteras y los incendios provocados.

## Metodología
Los pirogeógrafos utilizan muchos métodos diferentes para estudiar la distribución del fuego. Para estudiar el fuego en el espacio, los pirogeógrafos utilizan datos espaciales de la actividad del fuego, que pueden presentarse en varias formas, incluidas observaciones, imágenes satelitales y evidencia histórica de incendios. La aparición de la pirogeografía como campo está estrechamente relacionada con la disponibilidad de imágenes satelitales. Desde finales de la década de 1970, cuando los datos satelitales se hicieron ampliamente disponibles, se han investigado los patrones estacionales y geográficos de la actividad de los incendios, lo que ha llevado al desarrollo del campo.

### Datos de observación de incendios
La observación de la ocurrencia de incendios es un dato importante en la pirogeografía. La información sobre la ocurrencia de incendios se puede obtener de una variedad de fuentes: históricas y actuales. Los datos históricos de observación de incendios provienen con frecuencia de la dendrocronología (registros de incendios de anillos de árboles) u otros registros históricos escritos. Las observaciones modernas de incendios se realizan a menudo con satélites: utilizando imágenes aéreas, los científicos pueden examinar la actividad del fuego y el tamaño de un área quemada. Ambas formas de datos de observación de incendios son importantes para estudiar la distribución del fuego.

### Modelos de distribución espacial
Los modelos de distribución espacial se utilizan en la pirogeografía para describir las relaciones empíricas entre el fuego y los factores ambientales. Hay una serie de métodos estadísticos que se utilizan para crear y ejecutar estos modelos. La mayoría de los modelos consisten en observaciones de incendios mapeadas comparadas con diversas variables independientes (en este caso, gradientes ambientales espaciales como la topografía o las precipitaciones). El conjunto de estos dos componentes juntos producen un modelo estadístico de probabilidad de incendio que puede utilizarse para evaluar las hipótesis o cuestionar los supuestos. Algunas de las variables utilizadas incluyen, por ejemplo, la productividad primaria neta (NPP), las precipitaciones anuales, la temperatura o la humedad del suelo. Los modelos son especialmente importantes para la pirogeografía, ya que pueden usarse en áreas donde los datos de observación de incendios pueden ser incompletos o estar sesgados. Los modelos de alta confiabilidad se pueden utilizar para proyectar o predecir las condiciones en áreas con pocos datos u observaciones.

#### Relaciones entre el clima y los incendios forestales
Tal vez la relación más importante y abarcadora en pirogeografía es la que existe entre la superficie quemada y la productividad primaria neta.
En lugares con baja productividad primaria neta, no existen las variables de fuego necesarias para permitir que los incendios ardan. Por ejemplo, los desiertos tienen una NPP muy baja debido al clima árido y no acumulan suficientes cargas de combustible para mantener el fuego.
Por otro lado, las áreas con una productividad primaria neta muy alta generalmente están limitadas por patrones de clima tropical húmedo. Esto se observa en lugares como las selvas tropicales, donde la productividad primaria es extremadamente alta pero no existen las condiciones climáticas necesarias para secar los combustibles.
Es en las zonas con niveles intermedios de productividad primaria neta y climas con un patrón estacional de cargas de combustible sostenibles donde se producen incendios regularmente. Las sabanas tropicales son un claro ejemplo de estas condiciones, donde en las estaciones de crecimiento cálidas y húmedas son seguidas de períodos secos que desecan los combustibles y provocan la ignición del fuego. Estas sabanas son los entornos inflamables más extendidos en la Tierra.
Un ejemplo de la relación entre la NPP y la superficie quemada se observa en el oeste de los EE. UU., donde los bosques de coníferas densos con una alta NPP experimentan incendios poco frecuentes que reemplazan al rodal, los bosques de pinos más secos y los matorrales chaparrales experimentan incendios a intervalos decenales en promedio, y los matorrales esteparios experimentan incendios, al menos históricamente, en intervalos de varias décadas o más largos.

### Influencias humanas en la expansión de la extensión del fuego
En los bosques densos (por ejemplo, las selvas tropicales), el cambio de uso de la tierra y la deforestación aumentan considerablemente el riesgo de incendios forestales al abrir el dosel del bosque y, por lo tanto, reducir la humedad y el grado de humedad de los combustibles superficiales, así como por las igniciones selectivas durante los períodos de sequía que, de otro modo, serían poco luminosos. Esto se ha demostrado claramente en la cuenca del Amazonas y en Indonesia, donde la deforestación masiva y el cambio de uso del suelo han alterado el vasto paisaje de la selva tropical y lo han hecho vulnerable a los incendios. La ocurrencia de incendios se ha vuelto mucho más frecuente en la selva tropical, ya que los circuitos de retroalimentación positiva entre la pérdida de bosques, la fragmentación y los incendios proporcionan condiciones cada vez más propicias para los incendios. Se calcula que las precipitaciones en la Amazonía podrían disminuir hasta un 20 % debido a la deforestación a gran escala.
Las especies invasoras también pueden tener un efecto dramático al cambiar el tipo de combustible y la carga de combustible, aumentando o disminuyendo así la cantidad de fuego.

## Aplicaciones de la pirogeografía

### Gestión de riesgos
La pirogeografía también se utiliza para ayudar a informar sobre los esfuerzos de desarrollo y la gestión del paisaje en regiones que pueden ser propensas a los incendios. La expansión de los suburbios y vecindarios en regiones que tienden a arder con frecuencia o intensidad (como algunas partes de California) significa que los propietarios de viviendas se enfrentan a un mayor riesgo de que los incendios forestales se propaguen o comiencen en su área. La pirogeografía se puede utilizar para crear mapas de riesgo de incendio con el fin de educar o informar a los propietarios de tierras y a las comunidades. Estos mapas pueden mostrar qué áreas pueden ser más propensas a sufrir quemas más intensas. Los propietarios de tierras y los desarrolladores pueden utilizar esa información para planificar estrategias de evacuación o para evitar construir en ciertas zonas. Existen otras políticas que pueden disminuir el riesgo de incendio: el manejo de la vegetación y los materiales de construcción resistentes al fuego (como el metal en lugar de la madera) pueden ayudar a reducir el riesgo de perder una casa en un incendio.

### Gestión del territorio
El modelización de la distribución del fuego mediante métodos pirogeográficos ayuda a informar la gestión del territorio. Los modelos de distribución de incendios se utilizan para evaluar las prácticas de gestión del territorio en acción, y se pueden utilizar para determinar si una práctica en particular (como el tratamiento o la eliminación del combustible) está funcionando de forma eficaz o según lo previsto. Un ejemplo de esto es en el norte del Valle Central de California: los incendios han sido suprimidos en la zona durante más de un siglo debido a la agricultura, pero los modelos de distribución espacial muestran que los incendios pueden haber sido más frecuentes en el pasado. Saber que la extinción de incendios ha alterado la frecuencia natural de los incendios en el área (y por lo tanto quizás haya alterado el paisaje) permite a los administradores de tierras, propietarios de tierras y legisladores informar los esfuerzos de restauración natural en curso.

## Relaciones con otras disciplinas

### Paleoecología
Reconstruir el historial de incendios de un área es muy útil para determinar sus condiciones climáticas y su ecología. El conocimiento de los regímenes de incendios pasados proviene de la geoquímica, el análisis de anillos de árboles, el carbón vegetal, los documentos escritos y la arqueología. Cada fuente de datos tiene ventajas y desventajas. A los efectos de la paleoecología, los datos del carbón vegetal de muestras de núcleos de lagos y suelos proporcionan información que se remonta a milenios, lo que permite una reconstrucción climática precisa basada en la relación de los regímenes de incendios con la vegetación y el clima. El carbón vegetal debe extraerse o lavarse primero de los sedimentos de una muestra de núcleo. Luego se coloca en una placa y se cuenta al microscopio. Los recuentos de carbón vegetal de la capa de sedimento se representan en un gráfico, que muestra cuándo y con qué intensidad se produjeron los incendios. Los picos más altos, donde se encuentra la mayor cantidad de carbón vegetal, corresponden a incendios más intensos. Los diferentes ecosistemas son más susceptibles al fuego debido a factores climáticos y al tipo de vegetación presente. Esta relación entre el fuego y la vegetación presente se utiliza para hacer inferencias sobre el clima en ese momento, con base en la cantidad y los tipos de carbón encontrados. Los diferentes tipos de vegetación dejan distintos tipos de carbón. El trabajo del paleoecólogo consiste en contar y determinar la cantidad y los tipos de carbón presentes. Estos recuentos se estudian y analizan posteriormente junto con otras fuentes de datos. Esto permite el uso del fuego como un sustituto para la reconstrucción de los climas en el pasado lejano. Los efectos del fuego pueden verse usando procesos como la Pérdida por ignición. Se analiza la química del suelo para determinar los cambios en los porcentajes de minerales y carbono como resultado del fuego. Los datos históricos pueden revelar el origen o la causa del incendio. Los datos de polen proporcionan información sobre las especies vegetales presentes antes y después del incendio. Todos estos proxies climáticos ayudan a construir el ecosistema del área estudiada.

### Arqueología
El fuego se convirtió en una tecnología habitual para muchas poblaciones de homínidos hace entre 400 mil y 300 mil años; los seres humanos han tenido una relación con el fuego durante muchos cientos de miles de años. Los seres humanos influyen en el marco pirogeográfico de más maneras que proporcionando una fuente de ignición: nuestras acciones y comportamientos también pueden cambiar la vegetación, el clima y suprimir las igniciones de los rayos, lo que afecta significativamente los regímenes de incendios.